# Анна Саксонска (1437 – 1512)
Вижте пояснителната страница за други личности с името Анна Саксонска.
Анна Саксонска (на немски: Anna von Sachsen * 7 март 1437 в Майсен, † 31 октомври 1512 в Нойщат ан дер Айш) е принцеса от Саксония и чрез женитба курфюрстиня на Бранденбург.

## Произход
Тя е дъщеря на курфюрст Фридрих II от Саксония (1412 – 1464) и Маргарета Австрийска (1416/7 – 1486), дъщеря на херцог Ернст Железни от Австрия.
Ана се омъжва на 12 ноември 1458 г. в Ансбах за курфюрст Алберт III Ахилес от Бранденбург (1414 – 1486) от Хоенцолерните. Тя е неговата втора съпруга.
Анна надживява съпруга си с 26 години и резидира в Нойщат на Айш. Погребана е в манастир Хайлсброн.

## Деца
Анна и Албрехт имат тринадесет деца:
- Фридрих V (1460 – 1536), маркграф на Бранденбург-Ансбах, маркграф на Бранденбург-Байройт

∞ 1479 принцеса София от Полша (1464 – 1512)
- Амалия (1461 – 1481)

∞ 1478 пфалцграф Каспар фон Цвайбрюкен (1458 – 1527)
- Анна (*/† 1462)
- Барбара (1464 – 1515)

∞ 1. 1472 херцог Хайнрих XI фон Глогов и Кросен (ок. 1430 – 1476)
∞ 2. 1476 (разведена 1500) крал Владислав II от Бохемия (1456 – 1516)
- Албрехт (*/† 1466)
- Сибила (1467 – 1524)

∞ 1481 херцог Вилхелм фон Юлих-Берг (1455 – 1511)
- Зигмунд (1468 – 1495), маркграф на Бранденбург-Кулмбах
- Албрехт (*/† 1470)
- Доротея (1471 – 1520), абатиса в Бамберг
- Георг (1472 – 1476)
- Елизабет (1474 – 1507)

∞ 1491 граф Херман VIII фон Хенеберг-Ашах (1470 – 1535)
- Магдалена (1476 – 1480)
- Анастасия (1478 – 1534)

∞ 1500 граф Вилхелм IV фон Хенеберг-Шлойзинген (1478 – 1559)